# Cordyla madagascariensis
Cordyla madagascariensis é uma espécie de legume da família Leguminosae.
Apenas pode ser encontrada em Madagáscar.